# Mārtiņš Rubenis

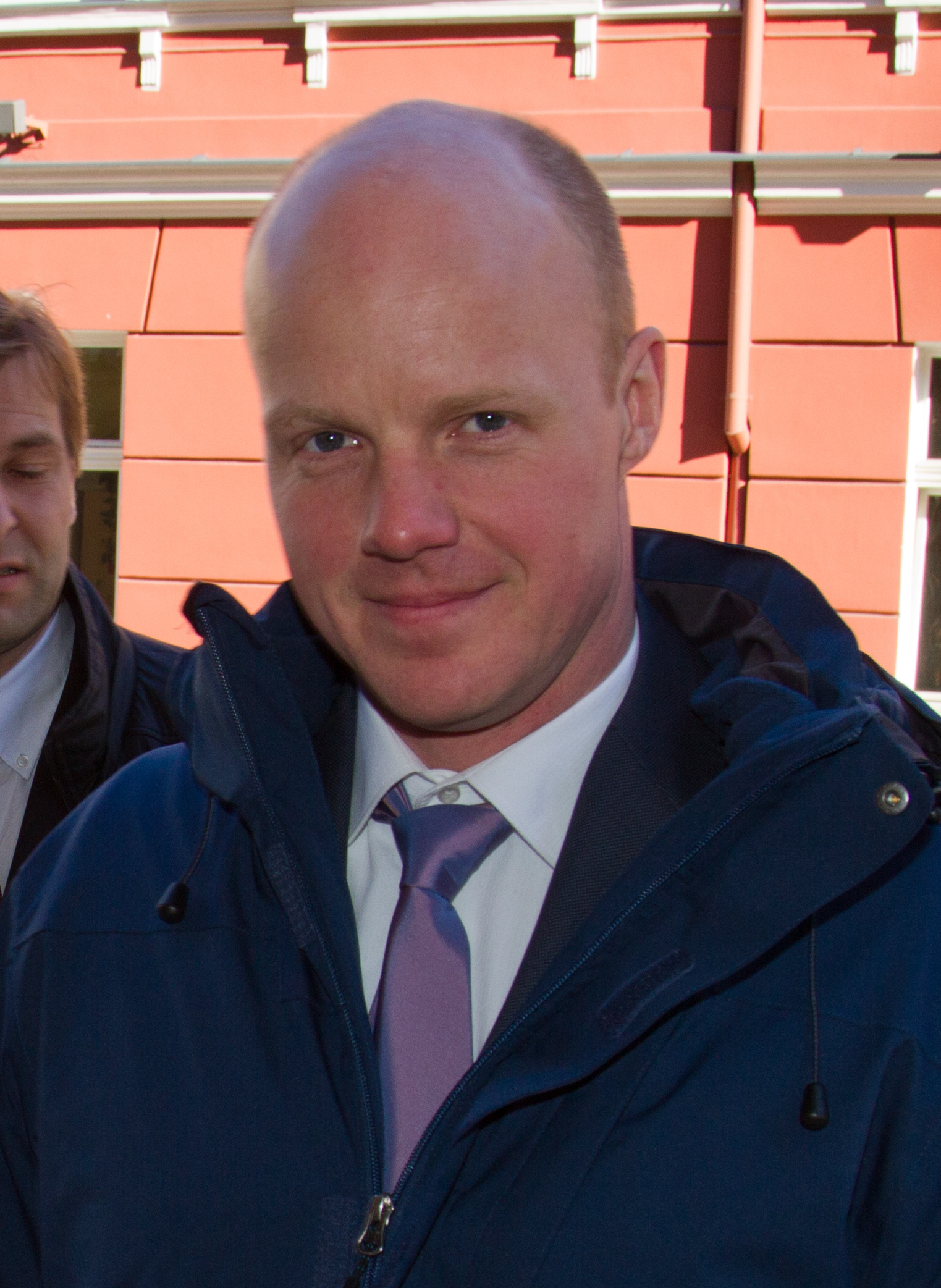
Mārtiņš Rubenis

Mārtiņš Rubenis (Riga, 26 september 1978) is een Lets rodelaar.
In 1998 werd hij wereldkampioen rodelen bij de junioren. In dat jaar eindigde hij op de veertiende plaats op de Olympische Spelen van Nagano.
Op de Olympische Winterspelen 2002 van Salt Lake City crashte hij in de tweede run en gaf geblesseerd op.
In 2003 behaalde hij zijn beste resultaat bij de profs tot nu toe. Op zijn thuisbaan in Sigulda, Letland werd hij tijdens de wereldkampioenschappen tweede achter de Italiaan Armin Zöggeler. Het jaar nadien werd hij tijdens de wereldkampioenschappen in Nagano, Japan derde achter de Duitsers David Möller en Georg Hackl.
Rubenis werd de allereerste medaillewinnaar voor Letland op de Olympische Winterspelen. In Turijn behaalde hij de bronzen medaille na Armin Zöggeler en Albert Demtschenko.
| Logo van de Olympische Spelen | Goud | Zilver | Brons | Logo van de Olympische Spelen |
|                               | 0    | 0      | 1     |                               |